# Tata Ace

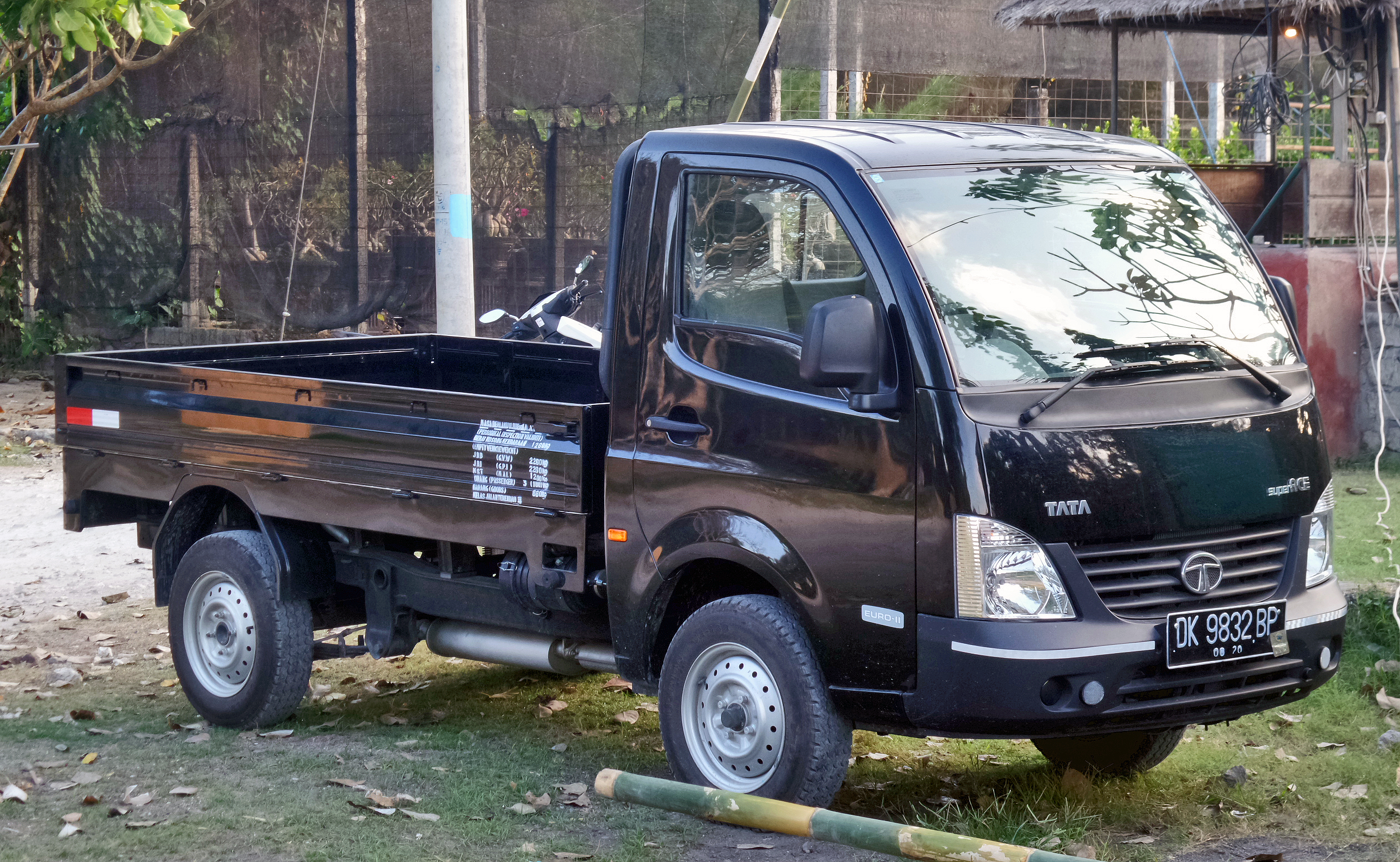
Tata Super Ace

Tata Ace — индийский малотоннажный развозной автомобиль-фургон производства Tata Motors.

## История семейства
Первые прототипы Tata Ace появились в декабре 2000 года, когда Рави Кант поручил Гиришу Вангу начать производство новой линейки малотоннажных фургонов для замены моторикш на индийском рынке. Wagh обратился к водителям моторикш насчёт производства новых малотоннажных комфортабельных удобных грузовиков. Учитывая каждый отзыв, компания Tata Motors задумалась насчёт того, чтобы произвести экономичное транспортное средство, перевозящее грузы на малые расстояния. Водители предпочитали иметь четырёхколёсный малотоннажный грузовик вместо типичных трёхколёсных мотогрузовиков.
Наконец, в мае 2005 года началось серийное производство Tata Ace по цене от 2,25 до 3,35 лакхов. Кузов модели взят от производителя Autoline Industries. В августе 2008 года был произведён 200 000-й Ace.
Автомобиль экспортируется в некоторые европейские, американские и африканские страны. На его основе также производят электромобиль Global Electric Motorcars производства Chrysler.

## Особенности
Малотоннажный грузовик Tata Ace способен перевозить грузы не более 1 тонны. За всю историю производства на автомобиль ставят двигатель Tata 475 TCIC (BSIII) мощностью 70 л. с. Тормоза автомобиля барабанные. Объём бака составляет 38 литров.

## Модификации
- Tata Ace — первый серийный вариант.
- Tata Super Ace — однотонный грузовик с двигателем Tata 475 TCIC (BSIII).
- The Super Ace Bigboy — прототип микроавтобуса[4].
- Tata Ace Zip — микроавтобус.
- Ace Magic+ — версия со спальной кабиной.
- Tata Magic Iris — микроавтобус[5].

## Галерея

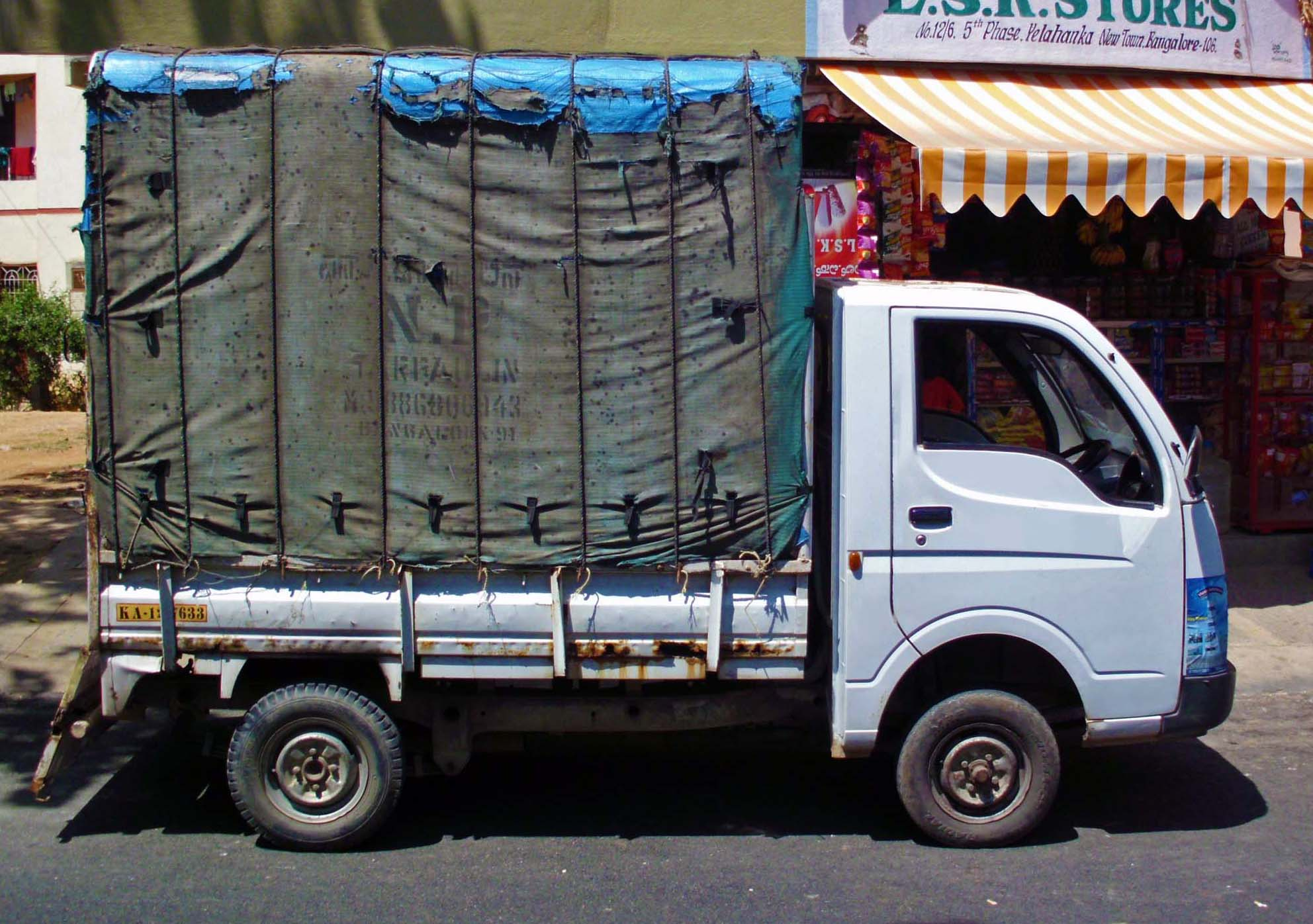
Tata Ace в Бангалоре
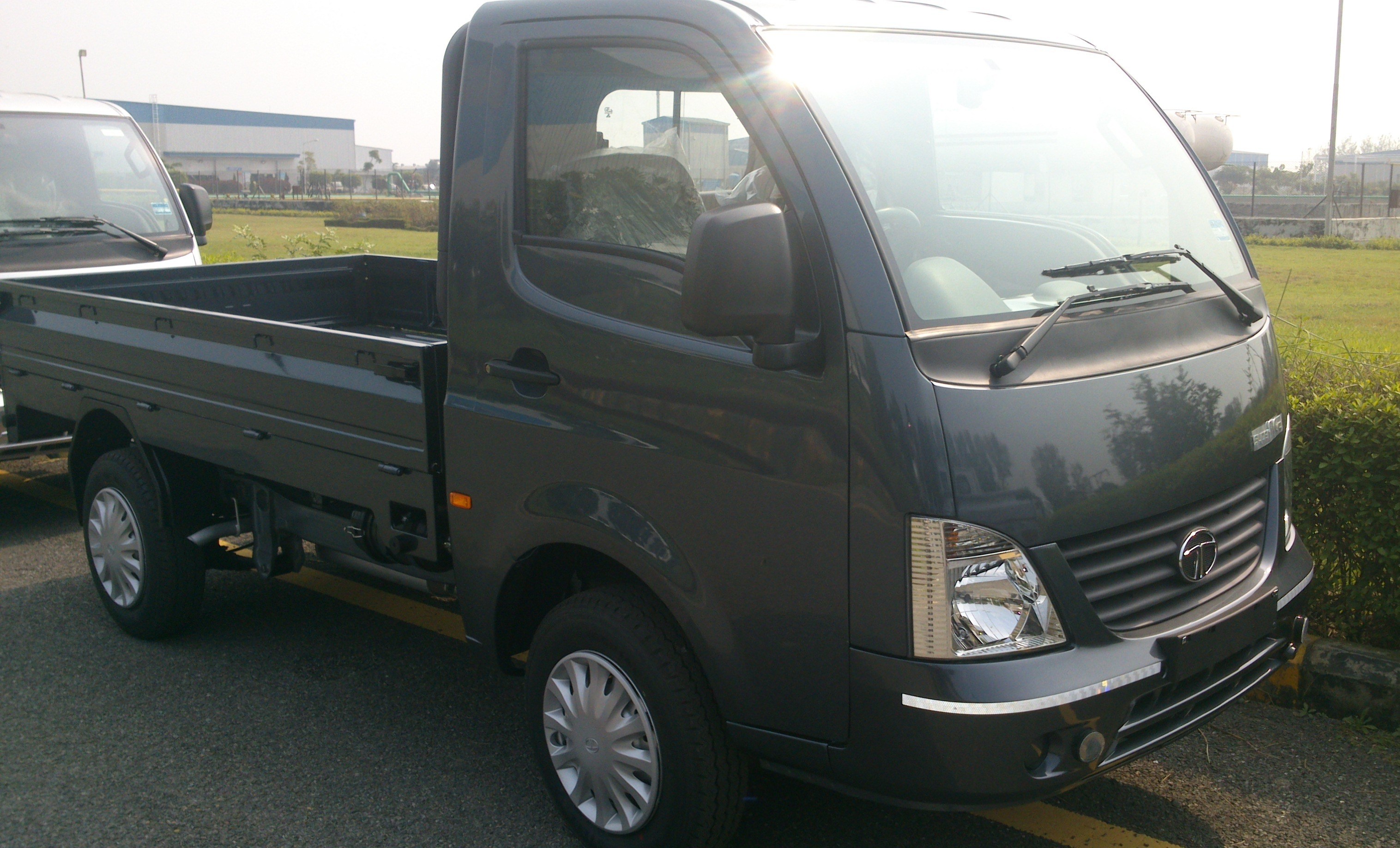
Tata Super Ace
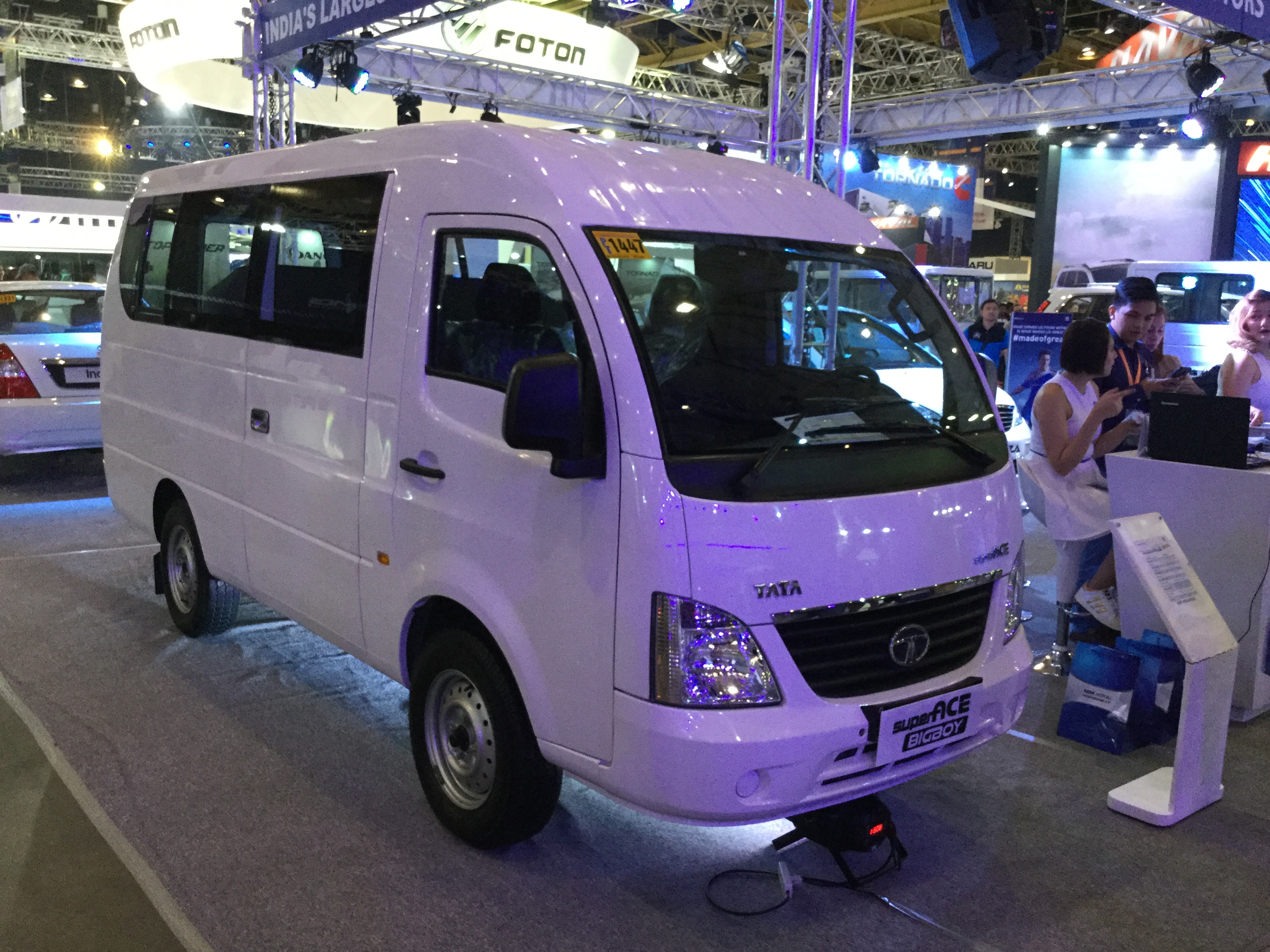
Tata Super Ace Bigboy
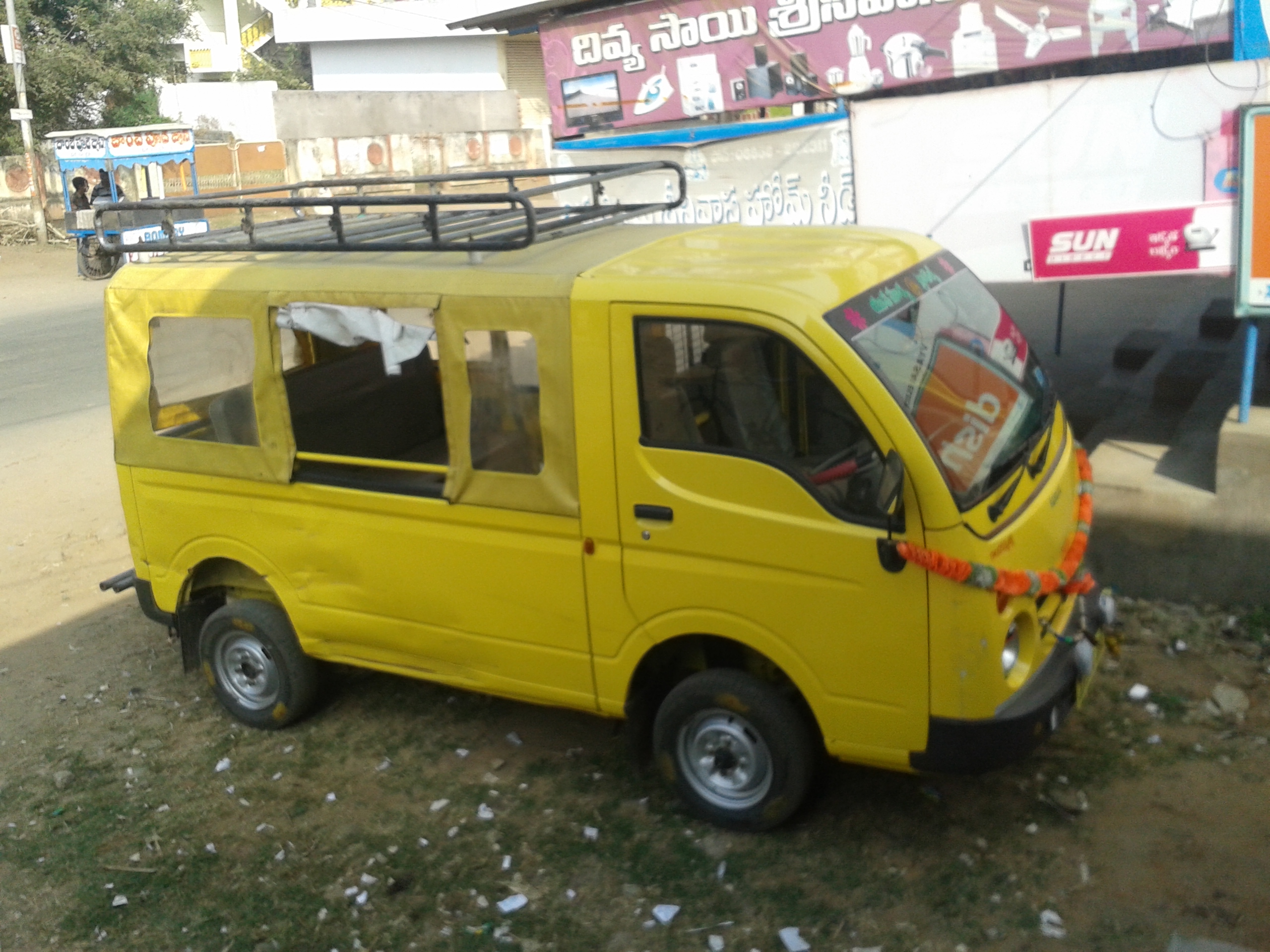
Минивэн
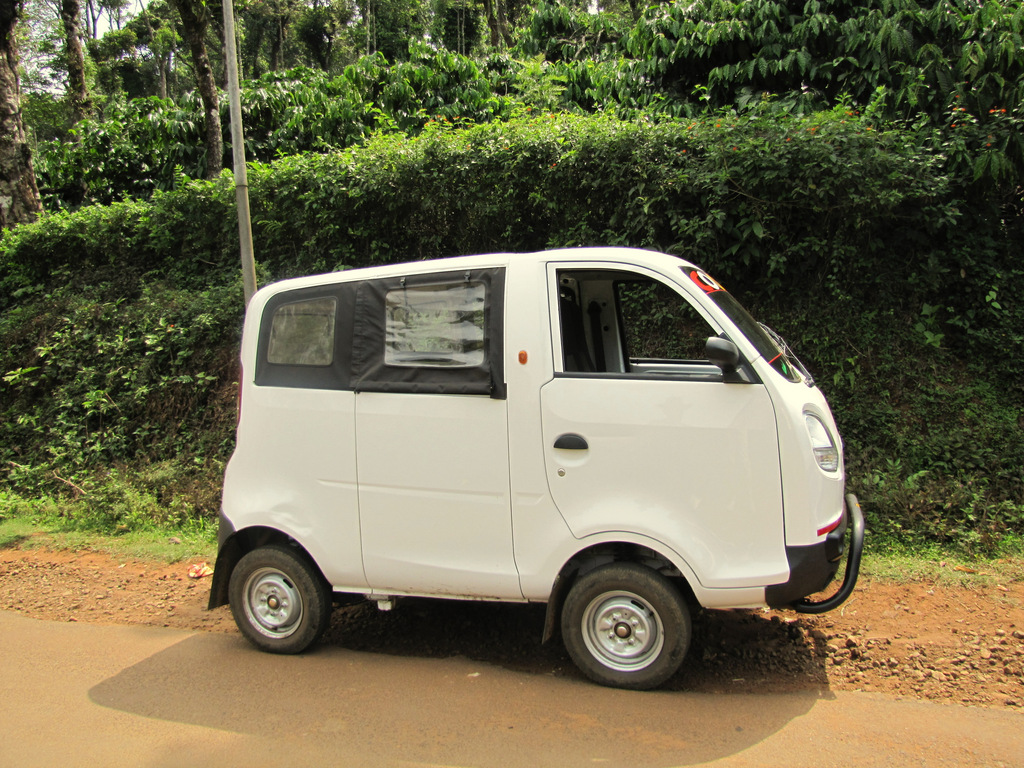
Tata Magic Iris